# Piramidi di terra del Renon

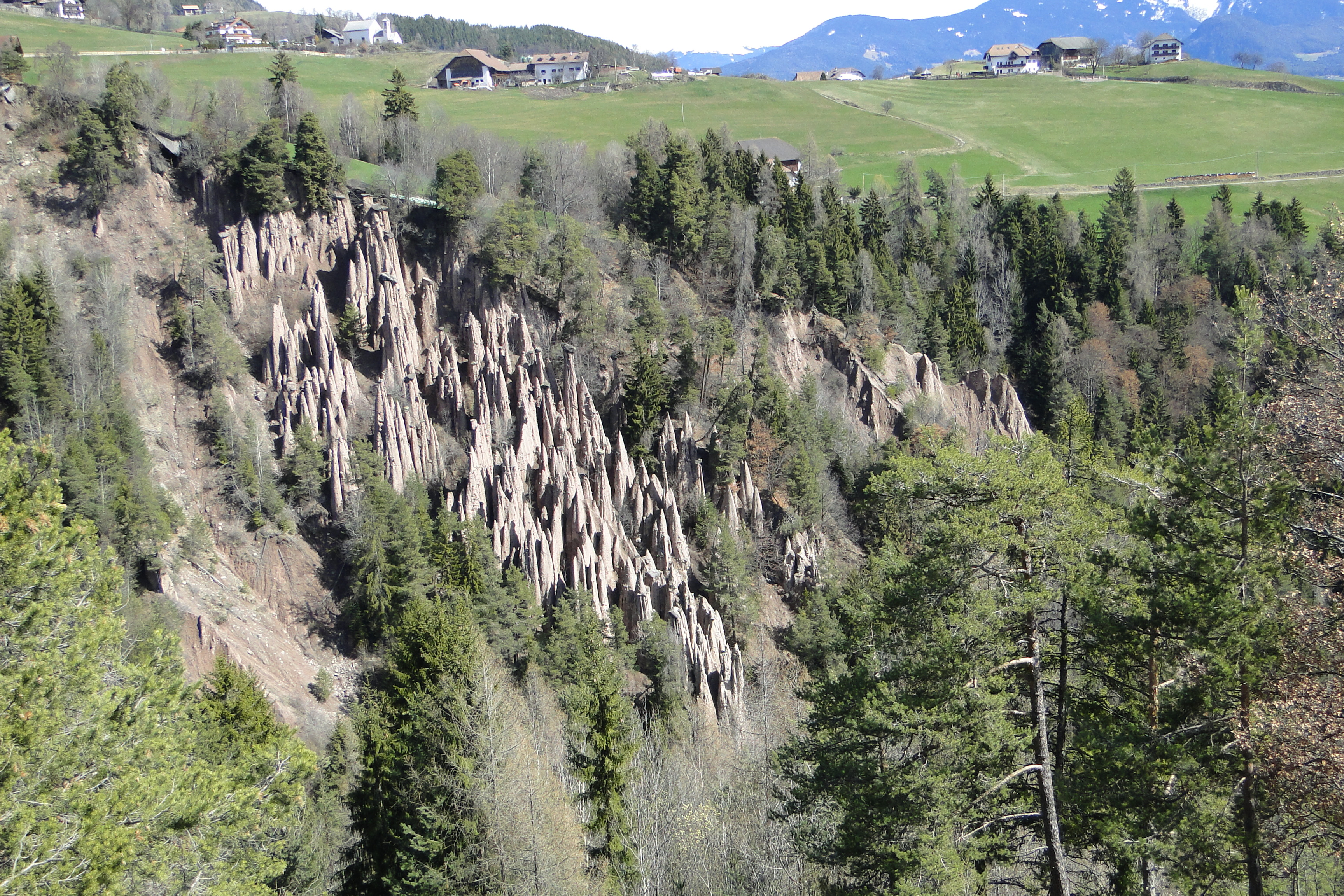
Le piramidi di terra del Renon

Le piramidi di terra del Renon (Erdpyramiden am Ritten in tedesco) sono un monumento naturale che sorge poco distante da Bolzano, e precisamente sull'altopiano del Renon. Le piramidi di terra in Alto Adige sono un fenomeno abbastanza diffuso e ne esistono in diverse località.

## Storia

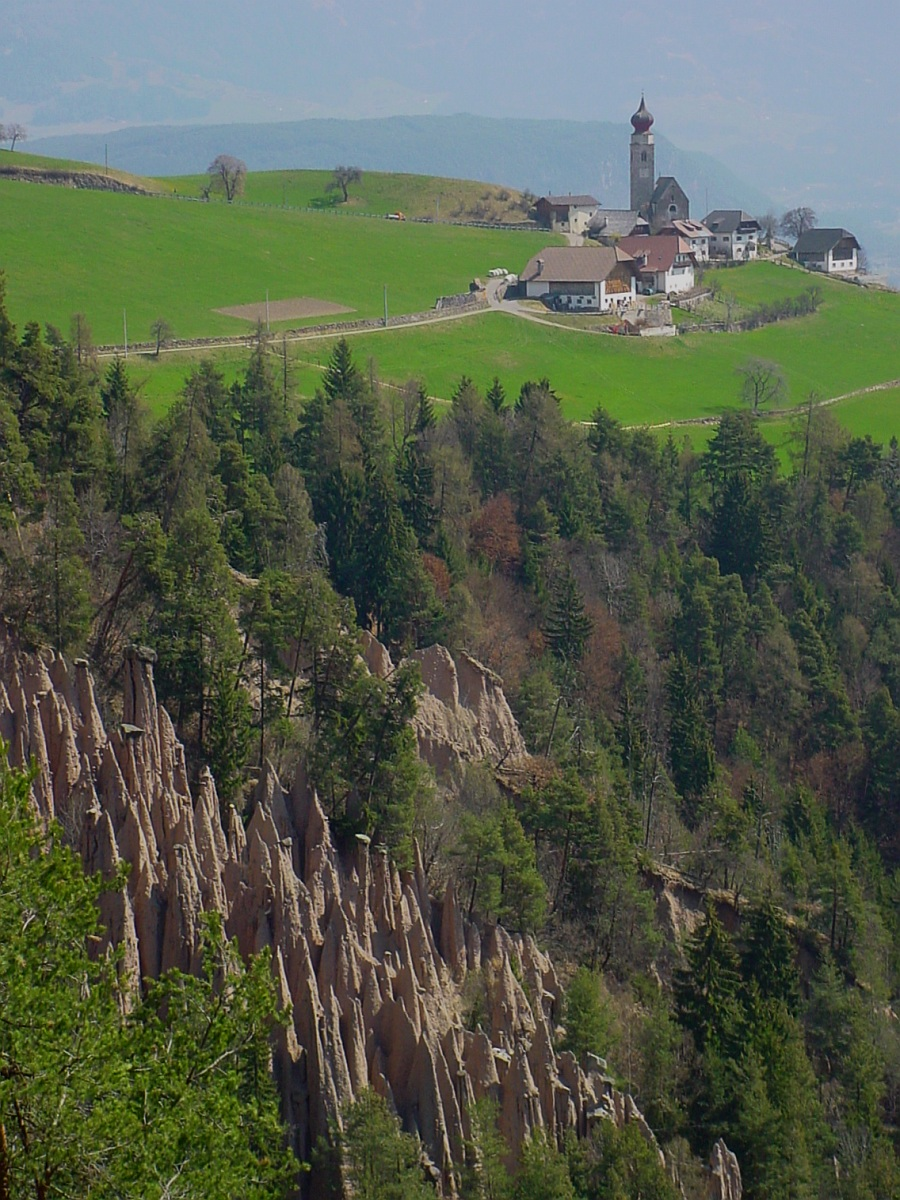
Piramidi del Renon verso Monte di Mezzo (Mittelberg)

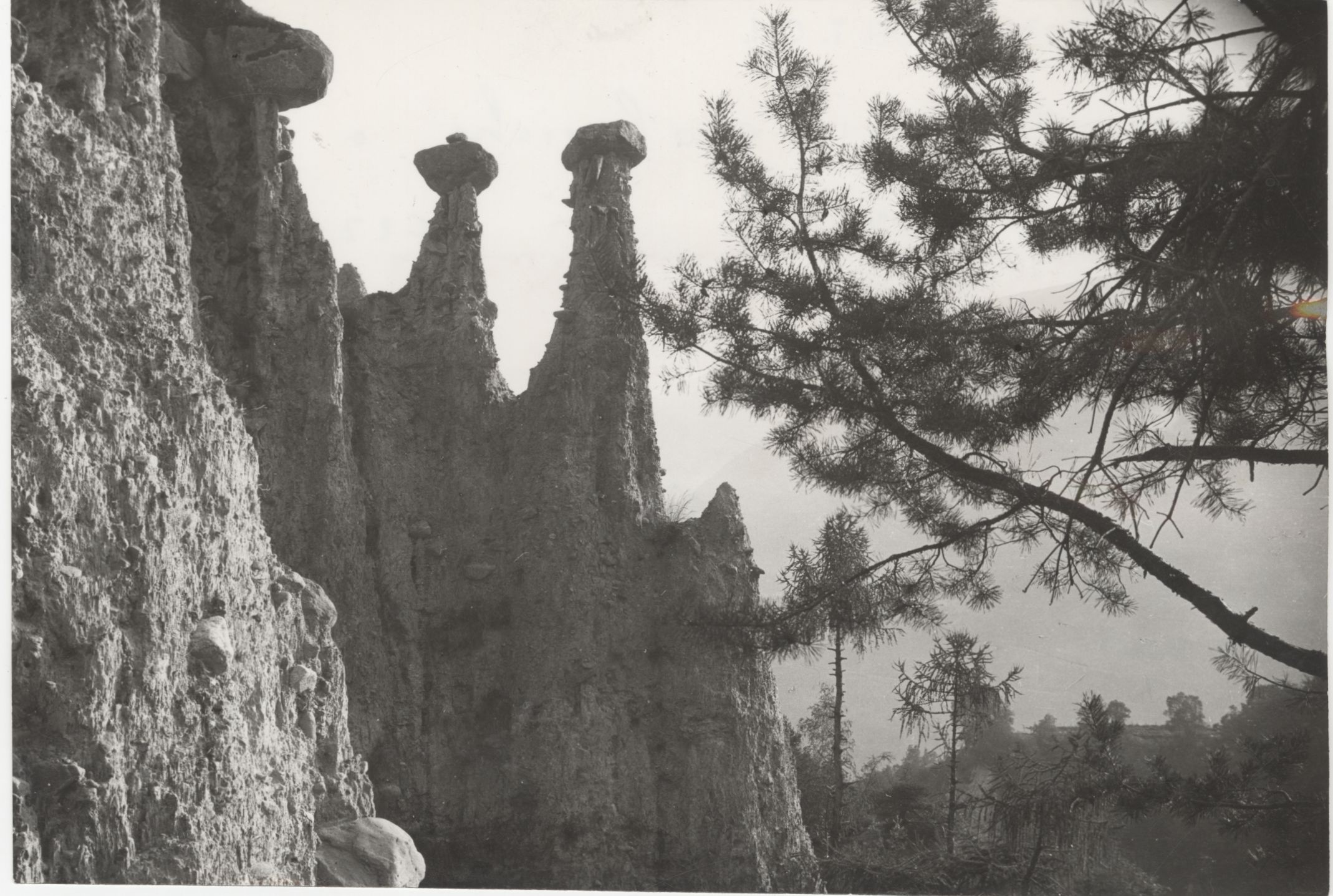
Piramide di terra nel 1956

Le piramidi sono state chiamate originariamente Lahntürme, ovvero le torri delle frane. Le piramidi sono delle creazioni uniche nel loro genere, e derivano dall'erosione di depositi sciolti di origine glaciale, caratterizzati da un certo grado di consolidazione. Tali depositi sono molto eterometrici e si caratterizzano per la locale presenza di ghiaia e grossi massi abbondantemente immersi in sedimenti fini ricchi di limo. L'erosione dovuta al ruscellamento delle acque superficiali crea progressivamente dei solchi via via più profondi, separati gli uni dagli altri da creste più o meno aguzze, anch'esse soggette ad erosione.
In presenza di massi il fenomeno viene temporaneamente bloccato, per cui vengono ad isolarsi delle guglie con in cima un masso che svolge in pratica il ruolo di un "cappello protettivo". Le colonne delle piramidi possono essere più o meno allungate; in alcuni casi si possono osservare piramidi contigue con la parte inferiore della guglia in comune. Comune è la presenza di piramidi di terra allineate lungo creste.
Nel tempo l'azione delle acque di ruscellamento superficiale porta ad un progressivo assottigliamento della colonna rendendo instabile la pietra che fa da cappello. Pertanto essa cade e resta una guglia priva di copertura che generalmente viene velocemente erosa. Pertanto le piramidi di terra non sono statiche, ma in continua evoluzione, infatti il loro ciclo prevede una continua erosione, fino addirittura al crollo, lasciando spazio a nuove formazioni. In Alto Adige esistono anche altri monumenti naturali simili a questo, come le piramidi di Plata, ma quelle di Renon sono considerate come la patria delle piramidi di terra.